# Route nationale 419
Die Route nationale 419, kurz N 419 oder RN 419, war eine französische Nationalstraße.

## Geschichte
Die Straße führte von Sarreguemines aus zum Ufer des Rheins. Eine Fährverbindung über die Grenze nach Deutschland gab es gegenwärtig an dieser Stelle nicht. Bei der Reform von 1972 wurde der Abschnitt zwischen Haguenau und Rountzenheim der neuen Führung der Nationalstraße 63 zugeschlagen. Der Abschnitt Domfessel-Rountzenheim war während der Besetzung durch deutsche Truppen während des Zweiten Weltkrieges Teil der Reichsstraße 353. Zwischen Hangenau und der D 1063 ist die Straße noch als N 63 ausgeschildert.

## Seitenäste

### N 419a
Die Route nationale 419A, kurz N 419A oder RN 419A, war ein Seitenast der N 419, der von Pfaffenhoffen nach Brumath verlief. 1973 wurde die Strecke herabgestuft. Sie hatte eine Länge von 17 Kilometern.